# U-23 (1936)
U-23 — малая подводная лодка типа IIB, времён Второй мировой войны. Заказ на постройку был отдан 2 февраля 1935 года. Лодка была заложена на верфи судостроительной компании Germaniawerft, Киль 11 апреля 1936 года под заводским номером 553. Спущена на воду 28 августа 1936 года. 24 сентября 1936 года принята на вооружение и, под командованием капитан-лейтенанта Эберхарта Годта вошла в состав 1-й флотилии.

## История службы
Совершила 16 боевых походов, потопила 8 судов (13 865 брт), 2 боевых корабля (1 410 брт); повредила: 1 вспомогательное судно (1 005 брт), 1 боевой корабль (56 брт); невосстановимо повредила 2 судна (15 513 брт).

## Боевые походы
4 октября 1939 в 04:45 U-23 добилась одной из первых побед Кригсмарине, торпедировав и потопив артогнём торговый корабль SS Glen Farg примерно в 60 миль (97 км) к югу-юго-востоку от мыса Самборо-Хед, южной оконечности Мейнленда Шетландских островов. Один человек погиб, и 16 были подняты на борт HMS Firedrake, а на следующий день сошли на берег в Керкуолл.
За время службы в Кригсмарине, U-23 командовало десять разных офицеров, наиболее известным из которых был капитан-лейтенант Отто Кречмер (нем. Kapitänleutnant Otto Kretschmer), ставший впоследствии самым результативным асом подводного флота. После службы в Атлантике в составе 1-й флотилии, с июля по сентябрь 1940 U-23 служила учебной лодкой в составе 21-й флотилии. В дальнейшем U-23 была переоборудована и перевезена посуху и через Дунай на Чёрное море в румынский порт Констанца, где и прослужила в составе 30-й флотилии до сентября 1944.

### Судьба
U-23 была затоплена экипажем 10 сентября 1944 года в Чёрном море близ побережья Турции, в районе с координатами 41°11′ с. ш. 30°00′ в. д. чтобы не допустить захвата наступающими советскими частями.
3 февраля 2008 газета The Daily Telegraph сообщила, что турецкий морской инженер Selçuk Kolay обнаружил U-23 на глубине 160 футов (49 м) на расстоянии примерно 3 миль (4,8 км) от турецкого города Агва.

## Командиры
- 24 сентября 1936 года — 3 января 1938 года — капитан-лейтенант Эберхард Годт[англ.] (нем. Kapitänleutnant Eberhard Godt)
- 1936 год/1937 год — 30 сентября 1937 года — капитан-лейтенант Ганс-Гюнтер Лоофф (нем. Kapitänleutnant Hans-Günther Looff)
- 1 октября 1937 года — 1 апреля 1940 года — обер-лейтенант цур зее (с 1 июня 1939 года капитан-лейтенант) Отто Кречмер (нем. Oberleutnant zur See Otto Kretschmer) (Кавалер Рыцарского Железного креста)
- 8 апреля 1940 года — 19 мая 1940 года — капитан-лейтенант Гейнц Бедун (нем. Kapitänleutnant Heinz Beduhn)
- 20 мая 1940 года — 30 сентября 1940 года — обер-лейтенант цур зее Генрих Драйвер (нем. Oberleutnant zur See Heinrich Driver)
- 1 октября 1940 года — 20 марта 1941 года — обер-лейтенант цур зее Курт Хейхенбах Клинке (нем. Oberleutnant zur See Kurt Reichenbach-Klinke)
- 21 марта 1941 года — 23 сентября 1941 года — обер-лейтенант цур зее Эрнст-Ульрих Брюллер (нем. Oberleutnant zur See Ernst-Ulrich Brüller)
- 24 сентября 1941 года — 26 марта 1942 года — обер-лейтенант цур зее Ульрих Грёф (нем. Oberleutnant zur See Ulrich Gräf)
- 27 марта 1942 года — 19 июня 1944 года — обер-лейтенант цур зее (с 1 октября 1943 года капитан-лейтенант) Рольф-Биргер Вален (нем. Oberleutnant zur See Rolf-Birger Wahlen)
- 20 июня 1944 года — 10 сентября 1944 года — обер-лейтенант цур зее Рудольф Арендт (нем. Oberleutnant zur See Rudolf Arendt)

## Флотилии
- 24 сентября 1935 года — 30 июня 1939 года — 1-я флотилия (боевая служба)
- 1 июля 1940 года — 30 сентября 1942 года — 21-я флотилия (учебная)
- 1 октября 1942 года — 10 сентября 1944 года — черноморская 30-я флотилия (боевая служба)

## Потопленные суда
| Название                 | Тип              | Принадлежность | Дата                 | Тоннаж (брт) | Груз                                                            | Судьба                         | Место                     |
| ------------------------ | ---------------- | -------------- | -------------------- | ------------ | --------------------------------------------------------------- | ------------------------------ | ------------------------- |
| Glen Farg                | грузовое судно   | Великобритания | 4 октября 1939 года  | 876          | генеральный груз включая макулатуру, карбид, бумагу и феррохром | потоплен                       | 58°52′ с. ш. 01°31′ з. д. |
| Scotia                   | грузовое судно   | Дания          | 8 декабря 1939 года  | 2 400        | в балласте                                                      | потоплен                       | 57°31′ с. ш. 02°17′ в. д. |
| Fredville                | грузовое судно   | Норвегия       | 11 января 1940 года  | 1 150        | в балласте                                                      | потоплен                       | 58°25′ с. ш. 01°10′ з. д. |
| Danmark                  | танкер           | Дания          | 12 января 1940 года  | 10 517       | 8200 т бензина и 5760 т керосина                                | повреждён, не восстанавливался | 58°25′ с. ш. 01°10′ з. д. |
| Varild                   | грузовое судно   | Норвегия       | 24 января 1940 года  | 1 085        | в балласте                                                      | потоплен                       | Grid AN 2658              |
| HMS Daring (H16)         | эсминец          | Великобритания | 18 февраля 1940 года | 1 375        | -                                                               | потоплен                       | 58°40′ с. ш. 01°35′ з. д. |
| SS Tiberton              | грузовое судно   | Великобритания | 19 февраля 1940 года | 5 225        | железная руда                                                   | потоплен                       | 58°55′ с. ш. 01°53′ з. д. |
| Loch Maddy               | грузовое судно   | Великобритания | 22 февраля 1940 года | 4 996        | 2000 т зерна, 6000 т древесины и самолёт                        | повреждён, не восстанавливался | Grid AN 1651              |
| Шквал                    | сторожевой катер | СССР           | 24 августа 1943 года | 35           | -                                                               | потоплен                       | Grid CL 9637              |
| Т-486 «Советская Россия» | тральщик         | СССР           | 15 октября 1943 года | 1 005        | -                                                               | повреждён                      | 42°47′ с. ш. 41°06′ в. д. |
| Танаис                   | грузовое судно   | СССР           | 23 октября 1943 года | 372          | -                                                               | потоплен                       | 42°22′ с. ш. 41°35′ в. д. |
| СКА-099                  | малый охотник    | СССР           | 23 октября 1943 года | 56           | -                                                               | повреждён                      | 42°15′ с. ш. 41°30′ в. д. |
| Смелый                   | буксир           | СССР           | 29 мая 1944 года     | 71           | -                                                               | потоплен                       | 42°51′ с. ш. 41°03′ в. д. |
| Oituz                    | грузовое судно   | Румыния        | 1 сентября 1944 года | 2 686        | -                                                               | потоплен                       | 44°10′ с. ш. 28°40′ в. д. |

1. ↑  Танкер Danmark при торпедировании взорвался, разломился надвое, обе части приткнулись к берегу. 21 января корма затонула, а носовую часть отбуксировали в Инверкитинг и использовали как топливное хранилище.
2. ↑  Судно Loch Maddy при торпедировании развалилось надвое, носовая часть затонула, кормовую отбуксировали в порт и разделали на металл.